# Leioproctus cristatus
Leioproctus cristatus är en biart som först beskrevs av Smith 1853.  Leioproctus cristatus ingår i släktet Leioproctus och familjen korttungebin. Inga underarter finns listade i Catalogue of Life.

## Bildgalleri

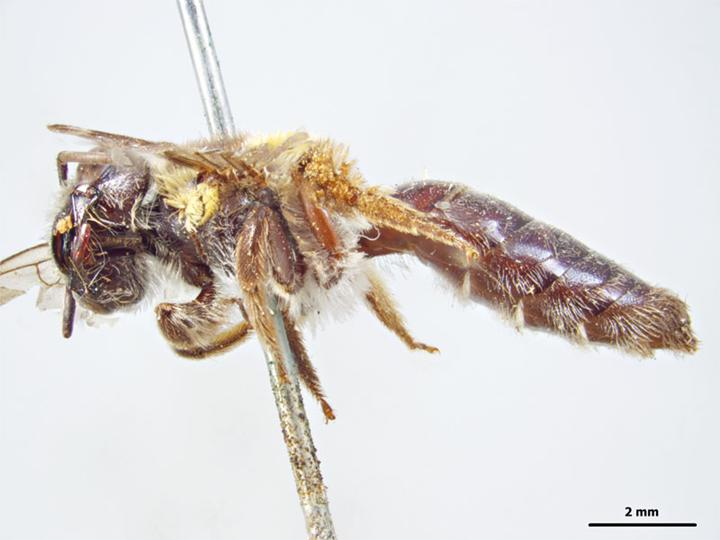
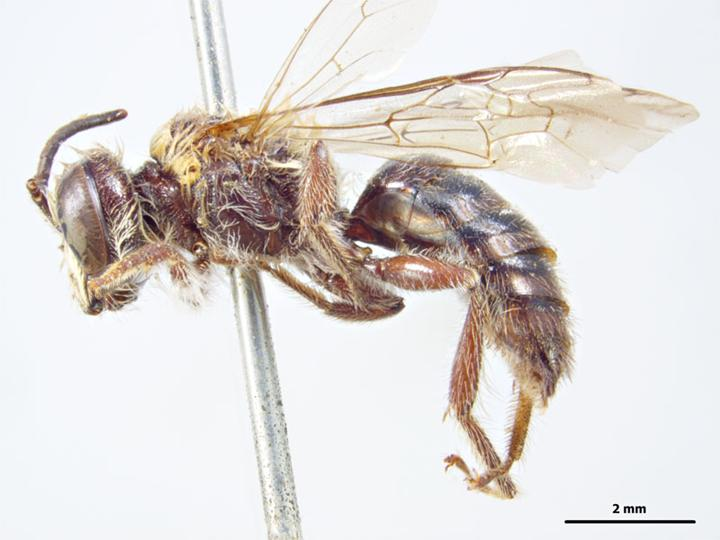